# Robesonův průliv

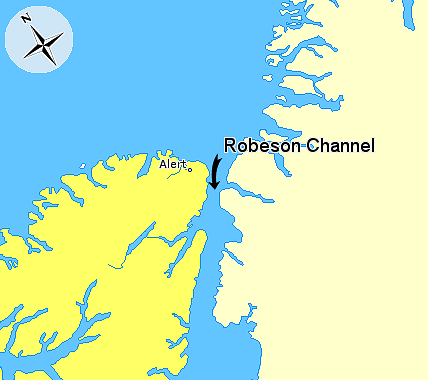
Robesonův průliv

Robesonův průliv, anglicky Robeson Channel, je průliv mezi Grónskem a Ellesmerovým ostrovem. Robesonův průliv je 80 km dlouhý a 18 až 29 km široký.
Je nejsevernější částí Naresova průlivu (Nares Strait), spojuje Hallův bazén (Hall Basin) na jihu s Lincolnovým mořem (Lincoln Sea) na severu. 
Nedaleko průlivu leží Alert, nejsevernější trvale obývané sídlo světa. Přes Robesonův průliv vede kanadsko-dánská hranice.
Pojmenován byl v roce 1871 během Expedice Polaris podle Američana George Robesona, ministra námořnictva ve vládě Ulysse S. Granta.